# Benjamin Constant
Henri Benjamin Constant de Rebecque (ur. 25 października 1767 w Lozannie, zm. 8 grudnia 1830 w Paryżu) – szwajcarski pisarz francuskiego pochodzenia, filozof i działacz polityczny stronnictwa liberalnego we Francji od czasów Dyrektoriatu do Restauracji Burbonów. Uchodzi za jednego z ojców liberalizmu.

## Życiorys

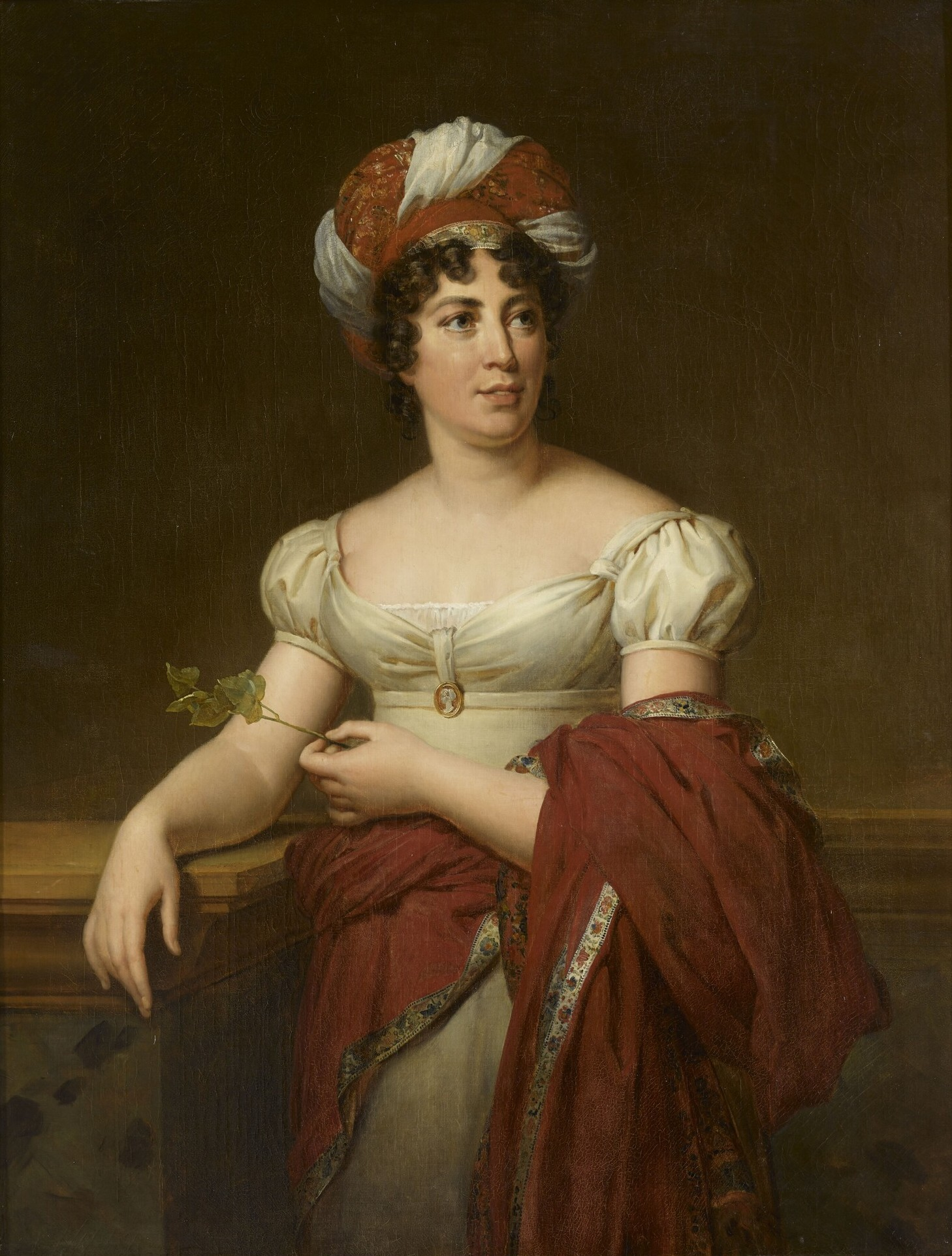
Marie Eléonore Godefroid - Portret Madame de Staël

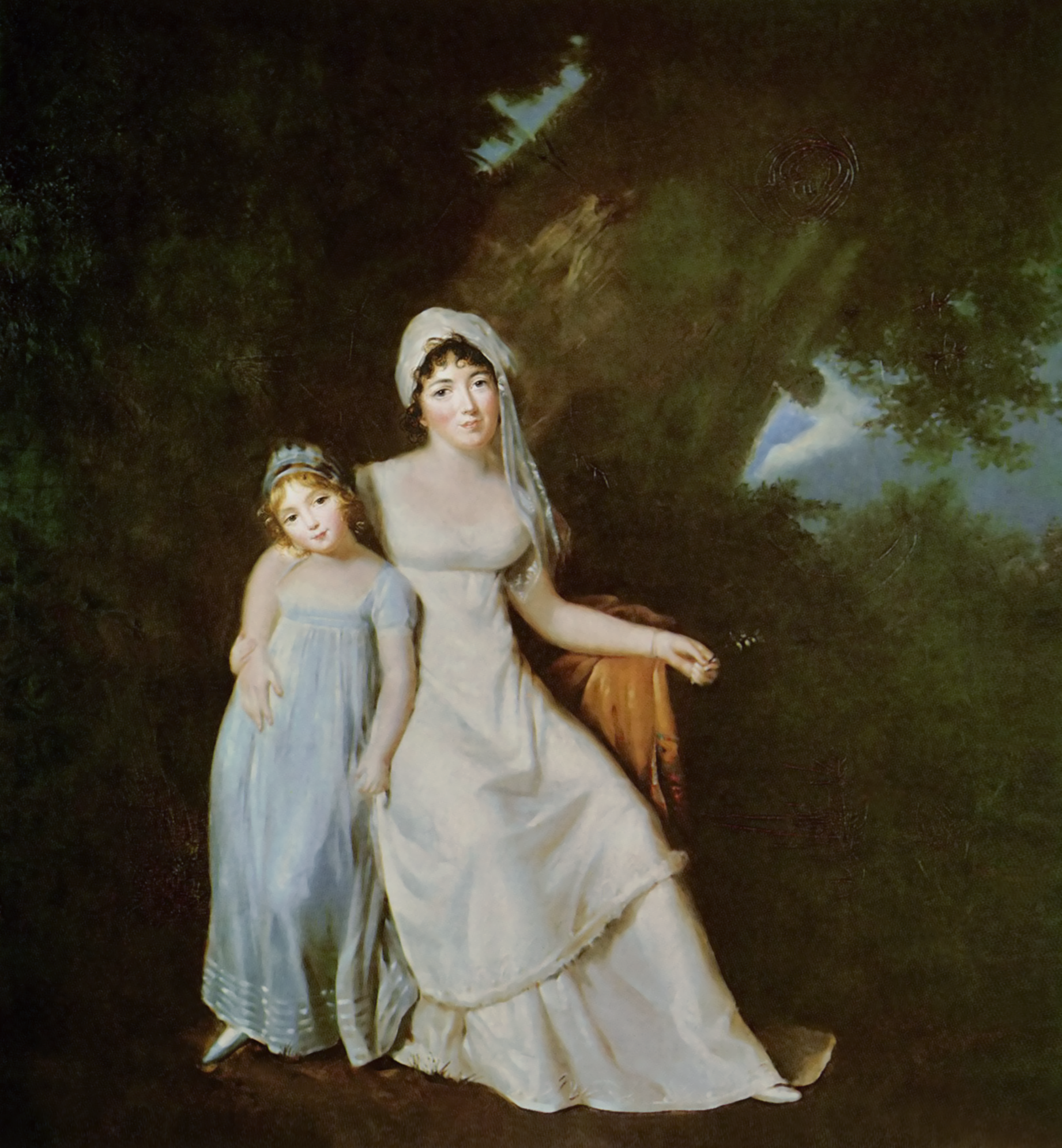
Mme de Staël z córką Albertine, mniemanym dzieckiem Constanta. Portret z ok. 1805

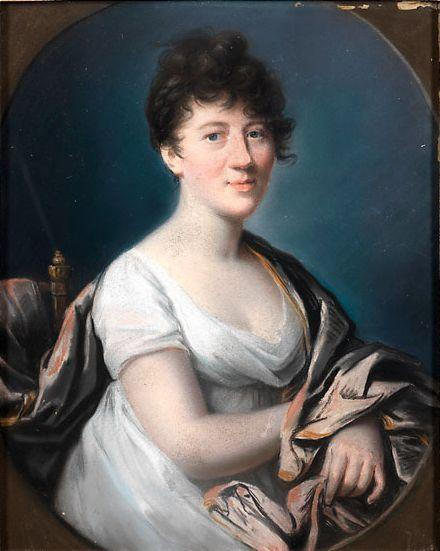
Charlotte von Hardenberg, druga żona Constanta

Urodził się w protestanckiej, arystokratycznej rodzinie szwajcarskiej pochodzenia francuskiego jako syn Louis-Arnold-Juste Constant de Rebecque, pułkownika w służbie holenderskiej. Jego matka, Henriette-Pauline z domu de Chandieu-Villars, zmarła wkrótce po porodzie. Był więc, na zlecenie ojca, wychowywany przez obie babki a potem głównie przez guwernerów. Wcześnie opanował grekę, łacinę, następnie język angielski oraz niemiecki. Ponadto interesował się lekturą autorów starożytnych i francuskich.
Jako czternastolatek rozpoczął naukę w Brukseli, w Holandii, potem na protestanckim uniwersytecie Erlangen, a stamtąd po pojedynku, ojciec go wyprawił do Szkocji na Uniwersytet Edynburski (1783–1785). W 1786 r. przybył do Paryża, tam zetknął się z politykami i myślicielami przygotowującymi rewolucję i z kobietami m.in. w salonach literackich. Tam też nawiązał długoletnią znajomość z holenderską pisarką, Isabelle de Charrière, od wielu lat korespondentką jego stryja, David-Louisa, barona de Constant de Rebecque, seigneur d'Hermenches et Villars-Mendraz (1722–1785). Z nią powrócił do jej posiadłości w kantonie Neuchâtel w 1787 r. 
W marcu 1788 za pośrednictwem ojca, został szambelanem na dworze w Brunszwiku. Tam w maju 1789 poślubił Johannę Wilhelminę Luizę, zwaną Minna, baronównę de Cramm (1758-1825) i został attaché w ambasadzie. W styczniu 1793 r. poznał Charlottę de Hardenberg (1769-1845), córkę innego attaché na dworze i bratanicę Karla Augusta Hardenberga, zamężną od 1787 z Wilhelmem Albrechtem Christianem, baronem von Mahrenholz (1752-1808), i z którą bardzo sobie przypadli do gustu. Charlotta wzięła rozwód a w tym samym czasie Constantowie stanęli do separacji w marcu 1793 r. Rozwód ostatecznie otrzymali w listopadzie 1795 r. Cały zaś początek Rewolucji spędził za granicą. 
W 1794 w Szwajcarii poznał  błyskotliwą i uczuciową kobietę, z którą miał dziecko i burzliwą relację do 1810 r. Była to Germaine de Staël, której towarzyszył przez okres porewolucyjny, z którą dzielił pochodzenie oraz liberalne poglądy polityczne i skupisko wokół niej w szwajcarskim pałacu Coppet jakie stanowił krąg międzynarodowy intelektualistów, określany obecnie mianem „Grupy z Coppet", któremu de Staēl przewodziła przez 15 lat (1803–1817). Grupa ta była jednym z ważnych ośrodków wymiany myśli i tworzenia idei w ówczesnej Europie. Poróżnieni zostali m.in. kwestią Napoleona Bonapartego i ostatecznie jego oddaniem dla Charlotty de Hardenberg, którą w sekrecie poślubił w 1808 r.
W latach 1796–1797 Constant opublikował trzy broszury na tematy bieżącej polityki francuskiej. Potępił w nich jakobiński terror. W 1797 r. Constant uzyskał francuskie obywatelstwo na podstawie pochodzenia swej matki, co mu umożliwiło partycypowanie w życiu politycznym Francji.  W 1799 r. za zgodą Napoleona Bonapartego został mianowany członkiem Trybunatu. Tam dał się poznać jako przeciwnik rodzącej się dyktatury i tworzył opozycję broniącą wolności obywatelskich. Postulował wzmocnienie roli Trybunatu w procedurze ustawodawczej. Jego poczynania wywołały irytację Napoleona, dlatego z końcem 1801 r. został przez Bonapartego skreślony z listy Trybunów. W roku 1802 stracił możliwość działalności politycznej co rozpoczęło okres jego życiowych niepowodzeń. W trakcie kryzysu władzy Napoleona Constant ponownie zaangażował się w politykę. Po upadku Bonapartego w 1814 roku wrócił do Paryża, gdzie początkowo poparł dynastię Burbonów. Jako zwolennik restauracji bronił idei ograniczonych rządów konstytucyjnych. Już wtedy zarzucano mu chwiejność poglądów.
W kwietniu 1815 roku podjął współpracę z Napoleonem. Opracował Akt dodatkowy do konstytucji Cesarstwa, za co otrzymał stanowisko radcy stanu. W latach 1819–1822 oraz 1824–1830 zasiadał w Izbie Deputowanych jako jeden z przywódców liberalnej opozycji. W 1830 poparł zwycięską rewolucję lipcową. Zmarł 8 grudnia 1830 roku, a jego pogrzeb w Paryżu przemienił się w wielką demonstrację patriotyczną.
Constant był autorem dzieł literackich, największą sławę zdobył dzięki, napisanej jesienią 1806 roku, powieści autobiograficznej „Adolf”. Znacznie większy był jego wkład w dziedzinę filozofii politycznej. Benjamin Constant – autor dzieł politycznych, broszur i artykułów – uchodzi za jednego z ojców liberalizmu.
Dużą wagę przywiązywał do dzieł poświęconych religii, nad którymi pracował przez ponad 40 lat, wielokrotnie zmieniając koncepcje. Ostatecznie publikacja "De la religion, considérée dans sa source, ses formes et ses développements" przybrała monumentalną 5-tomową formę, ale to filozoficzno-historyczne dzieło poświęcone fenomenowi religii nie przyniosło autorowi oczekiwanej sławy.

## Wolność w koncepcji Constanta
W myśli Constanta możemy wyróżnić kilka znaczeń wolności. Podstawą wolności jest, coraz bardziej pojmujący swoją odrębność i domagający się swoich spraw, człowiek. Constant, rozdzielając życie człowieka na sferę prywatną i publiczną, uważa, że wolnością jest prawo jednostki do sfery prywatności niezależnej od władzy i innych osób. Wolność ta ma być zagwarantowana prawem – prawem do własności i aktywnego działania w społeczeństwie. Jednostka ma mieć możliwość wolnego wyrażania swoich przekonań, formułowania myśli. Z tych praw wynikać mają wolności polityczne, takie jak możliwość zrzeszania się czy wolność religijna. Za niezbędną uznaje również wolność prasy. Jedynym ograniczeniem wolności człowieka ma być wolność innej jednostki.
Sformułowaną przez siebie nowożytną koncepcję wolności przeciwstawia koncepcji starożytnej. Według Constanta wolność starożytnych ogranicza się wyłącznie do udziału w rządach, do wolności w sferze publicznej. Spełnieniem wolności starożytnych było prowadzenie działań, dzięki którym zbiorowość dokonywała wyboru sposobu życia. Wolność starożytna była więc wyrazem prymatu społeczeństwa nad jednostką. Constant krytycznie oceniał przesłanie rewolucji francuskiej. Samego Jana Jakuba Rousseau uważał za głównego przeciwnika ideowego. Uznawał go za odpowiedzialnego za terror jakobinów i reżim Napoleona. Constant zdecydowanie odrzucał jego koncepcję suwerenności ludu, pozwalającą postawić interes całości ponad interesami jednostki. Według Constanta próba wprowadzenia klasycznego etosu wolności jest głównym błędem rewolucjonistów francuskich. Wynikało to z ich niezrozumienia różnicy między tymi dwoma rodzajami wolności. Isaiah Berlin, słynny filozof oxfordski uważał Constanta za najbardziej wpływowego w jego rozmyślaniach o wolności.

## Wizja ustrojowa
Na podstawie własnych spostrzeżeń oraz dzieła Monteskiusza zwracał uwagę na konieczność dobrej organizacji władzy. Władza według pomysłu Constanta ma być przede wszystkim ograniczona, tak by nie naruszać wolności jednostki.
Constant uważa, że nie podmiot, a zakres władzy jest problemem, ponieważ nawet rządy ludu mogą być despotyczne i narzucać swoją wolę jednostce. W demokracji ceni jednak zasadę reprezentacji. Ma to być nieskrępowana i uwzględniająca głos wszystkich władza. Jest twórcą nowoczesnej teorii monarchii konstytucyjnej. Koncepcję tę tworzy, poszerzając trójpodział władzy Monteskiusza o władzę królewską – regulującą i pośredniczącą między innymi władzami. Władza królewska ma być jednocześnie neutralna i nie brać aktywnego udziału w polityce. Władza wykonawcza ma należeć do ministrów odpowiedzialnych przed królem. Władza prawodawcza ulega natomiast podziałowi na reprezentacyjną trwałą (sprawowaną przez wyższą izbę parlamentu) oraz reprezentacyjną opinii (sprawowaną przez izbę niższą). Poza niezawisłą, oddzieloną od pozostałych władz, władzą sądowniczą, w koncepcji Constanta pojawia się jeszcze władza municypalna, należąca do samorządu mieszkańców prowincji. W założeniu miała ona tworzyć przeciwwagę dla władzy centralnej, przeciwstawiać się jej przerostowi. W idei Constanta władza ma być trzymana w ryzach przez prawo, czyli ograniczona. Ma być jednocześnie skuteczna, a więc silna.
Wielkimi zwolennikami tez konstytucyjnych Constanta byli kaliszanie – szlacheckie liberalne stronnictwo działające w latach 1820–1831 w Sejmie Królestwa Polskiego. W czasie powstania listopadowego jeden z przywódców kaliszan, Wincenty Niemojowski, opublikował wybór pism politycznych Constanta zatytułowany „O monarchii konstytucyynéy i rękoymiach publicznych”.
W Polsce wydano ponadto dzieła literackie i biograficzne Benjamina Constanta: "Adolf", "Czerwony kajet", "Dzienniki poufne".

## Twórczość
Po francusku:
Jego Œuvres Complètes, są nadal w trakcie publikacji (dotychczas ukazało się 17 tomów jego prac oraz siedem tomów korespondencji, w sumie 21 woluminów). Jest także wydanie jego zapisków autobiograficznych Écrits autobiographiques – Littérature et politique – Religion w serii Bibliothèque de la Pléiade (édition et préface d'Alfred Roulin, 1957).

### Eseje
- De la force du gouvernement actuel de la France et de la nécessité de s'y rallier (1796)
- Des réactions politiques (1797)
- Des effets de la Terreur (1797)
- Principes de politique (1806)
- Fragments d'un ouvrage abandonné sur la possibilité d'une constitution républicaine dans un grand pays (publié en 1991 chez Aubier, ouvrage inédit probablement rédigé entre 1795 et 1810)
- Benjamin Constant, "De l’esprit de conquête et de l’usurpation dans leur rapports avec la civilisation européenne", Hanovre, Londres et Paris, Hahn et H. Nicolle, 1814, OCLC|729678587, bnf|FRBNF35284845, Gallica |id=bpt6k1157300
- Réflexions sur les constitutions, la distribution des pouvoirs et les garanties dans une monarchie constitutionnelle (1814)
- Principes de politique applicables à tous les gouvernements représentatifs (1815)
- Mémoires sur les Cent-Jours
- De la liberté de l'industrie (1818)
- Cours de politique constitutionnelle (1818-1820)
- « De la liberté des Anciens comparée à celle des Modernes » (célèbre discours prononcé en 1819)
- Commentaire sur l'ouvrage de Filangieri (1822-1824)
- De la religion considérée dans sa source, ses formes et son développement (1824-1830)
- Appel aux Nations chrétiennes en faveur des Grecs.  (1825)
- Mélanges de littérature et de politique (1829)
- Du polythéisme romain considéré dans ses rapports avec la philosophie grecque et la religion chrétienne (1833)
- Correspondance de Benjamin Constant et d'Anna Lindsay - L'Inconnue d'Adolphe, publiée par la baronne Constant de Rebecque.  (Plon, 1933).

### Powieści
- Adolphe (1816)  —  cytaty

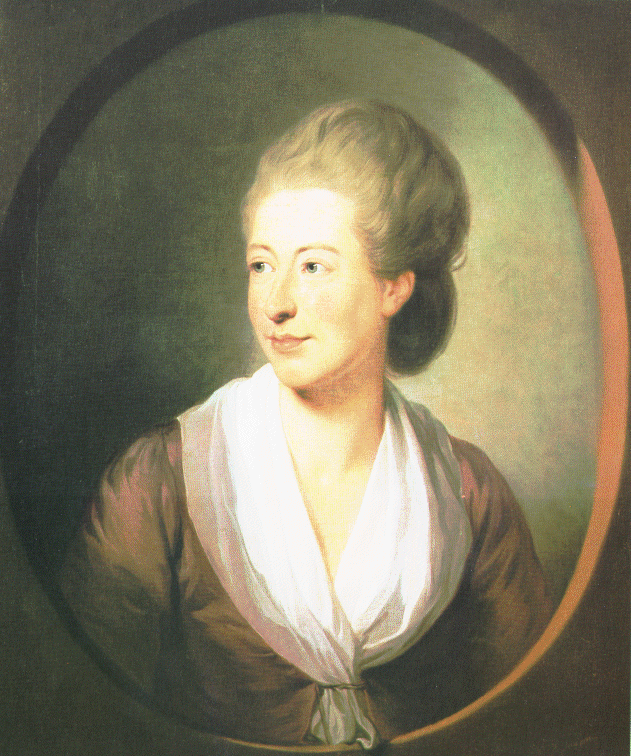
Isabelle de Charrière - olej Jensa Juela

- Le Cahier rouge (1807), wydanie pośmiertne (1907)
- Cécile (1811), wydanie pośmiertne (1951)
- Les Lettres d'Arsillé fils, Sophie Durfé i inni, powieść epistolarna pisana razem z Isabelle de Charrière[13]

### Listy
- Lettre à M. Odilon Barrot, avocat en la Cour de cassation, sur l'affaire de Wilfrid Regnault, condamné à mort (1818 puis publié chez P. Plancher en 1819)
- Deuxième lettre à M. Odilon Barrot, avocat en la Cour de cassation, sur l'affaire de Wilfrid Regnault, condamné à mort (1818 puis publié chez P. Plancher en 1819)
- De l'appel en calomnie de M. le marquis de Blosseville, contre Wilfrid-Regnault (1818 puis publié chez P. Plancher en 1819)
- Correspondance Isabelle de Charrière et Benjamin Constant (1787-1805), Éd. Jean-Daniel Candaux. Paris, Desjonquères, 1996
- Lettres à Madame Récamier ( 1807-1830 ), Edition critique par Ephraïm Harpaz, Paris, Librairie C. Klincksieck, 1977.

### Dzienniki poufne
- Journaux intimes, Édition de Jean-Marie Roulin, Éd. Gallimard, collection folio classique n°6382, Paris, 2017. ISBN 978-2-07-079214-6